# Elecciones presidenciales de Francia de 1969
Las elecciones presidenciales de Francia de 1969 se realizaron el 1 de junio de 1969, y al no existir candidato con mayoría absoluta se realizó una segunda vuelta el 15 de junio de ese mismo año, resultando vencedor Georges Pompidou.

## Resultados

### Primera vuelta
| Candidato        | Partido                                            | Votos      | Porcentaje |
| ---------------- | -------------------------------------------------- | ---------- | ---------- |
| Georges Pompidou | Unión de Demócratas por la República (UDR)         | 10.051.816 | 44,46%     |
| Alain Poher      | Centro Democrático                                 | 5.268.561  | 23,30%     |
| Jacques Duclos   | Partido Comunista Francés (PCF)                    | 4.808.285  | 21,27%     |
| Gaston Defferre  | Sección Francesa de la Internacional Obrera (SFIO) | 1.133.222  | 5,01%      |
| Michel Rocard    | Partido Socialista Unificado (PSU)                 | 816.471    | 3,61%      |
| Louis Ducatel    | Independiente                                      | 286.447    | 1,26%      |
| Alain Krivine    | Liga Comunista Revolucionaria (LCR)                | 239.106    | 1,05%      |

### Segunda vuelta
| Candidato        | Votos      | Porcentaje |
| ---------------- | ---------- | ---------- |
| Georges Pompidou | 11.064.371 | 58,21%     |
| Alain Poher      | 7.943.118  | 41,78%     |

- Datos: Q1450646
- Multimedia: French presidential election (1969) / Q1450646